# Volby do Rady bezpečnosti OSN (leden 1946)
Volby do Rady bezpečnosti OSN v lednu 1946 byly vůbec prvními volbami do Rady bezpečnosti Organizace spojených národů. Konaly se 12. ledna 1946 během 1. zasedání Valného shromáždění OSN ve Westminster Central Hall ve Westminsteru v Londýně ve Velká Británii. Během voleb bylo zvoleno šest nestálých členů Rady bezpečnosti OSN.

## Kandidáti a výsledek
Celkem bylo 18 kandidátů na šest míst. 
Nestálými členy Rady bezpečnosti, zvolenými na dvouleté funkční období (do září 1947) se staly státy Austrálie, Brazílie a Polsko. Na jednoleté období (do září 1946) byly zvoleny Egypt, Mexiko a Nizozemsko.